# Nitretação a plasma
O processo de nitretação a plasma (ou nitretação iônica) é um tratamento termoquímico que promove modificações na composição química, gerando várias propriedades físicas nas superfícies metálicas, como dureza, resistência ao desgaste e corrosão, resultando em um aumento da vida útil das peças tratadas. Esse processo consiste em uma descarga elétrica em um gás contendo nitrogênio a baixa pressão, promovendo o bombardeio de íons e de espécies neutras sobre uma superfície metálica. Devido a esse bombardeio, os átomos que são arrancados da superfície da amostra reagem com as espécies ativas do plasma e os produtos da reação voltam à superfície por redeposição.